# Lākmeh Sar
Lākmeh Sar (persiska: لاکمه سر) är en ort i Iran.   Den ligger i provinsen Gilan, i den norra delen av landet, 220 km nordväst om huvudstaden Teheran. Antalet invånare är 564.
Terrängen runt Lākmeh Sar är huvudsakligen platt, men söderut är den kuperad. Runt Lākmeh Sar är det ganska tätbefolkat, med 155 invånare per kvadratkilometer. Närmaste större samhälle är Lāhījān, 7,4 km söder om Lākmeh Sar. Trakten runt Lākmeh Sar består till största delen av jordbruksmark.